# Christensonella squamata
Christensonella squamata är en orkidéart som först beskrevs av João Barbosa Rodrigues, och fick sitt nu gällande namn av S.Koehler. Christensonella squamata ingår i släktet Christensonella och familjen orkidéer. Inga underarter finns listade i Catalogue of Life.